# Eugenio Coșeriu
Eugenio Coșeriu (27. červenec 1921, Mihăileni – 7. září 2002, Tübingen) byl jazykovědec narozený na území dnešního Moldavska, tehdy Rumunska, který od roku 1940 působil v Itálii, později v Uruguayi a nakonec v Německu, kde i zemřel. Odborník na románské jazyky a obecnou lingvistiku.

## Život
Vystudoval na univerzitě v Jasy, titul PhD získal na univerzitě v Římě. Jeho dizertační práce z roku 1944 pojednávala o vlivu Chansons de geste (francouzské rytířské básně) na lidovou kulturu jižních Slovanů. Poté působil na univerzitě v Padově, Miláně, na Universidad de la República v Montevideu, kde získal titul profesora a nakonec na univerzitě v Tübingenu.
V oblasti obecné lingvistiky představil svou známou typologii (jež má zajímavé vztahy s pražskou typologií funkčně-strukturalistické školy).
Rozlišil též dva základní typy kontextu: mimojazykový a jazykový. Jazykový kontext dělil dále na anaforický a kataforický, mimojazykový kontext na fyzický, empirický, přírodní, významový, historický a kulturní.

## Vyznamenání
- Řád republiky – Moldavsko, 31. srpna 1997[3]